# テレシネ
テレシネ（英語: telecine）とは、フィルム映像をテレビジョン信号（映像信号）に変換する作業、またはその装置を指す。フィルムをビデオ・DVDに変換する作業もテレシネと呼ぶ。なお、ビデオ映像をフィルムに変換する事はキネコ（キネレコ）という。テレシネ装置のサポート終了に伴い、フィルムスキャナーでの変換作業に移行している

## 装置原理
基本的な原理はフィルムに光源装置から発する光を当て通過した光を撮像装置（後述）にて読み取り、映像信号に変換するものである。

### 光源装置
光源装置にはハロゲンランプ・レーザー・陰極線管（CRT）・キセノンランプ・LEDがあり、それぞれに特徴がある。
- ハロゲンランプ - 一般的な光源であり、家庭用・簡易テレシネ機に多く用いられる。ハイエンド機ではハロゲンランプの安定度や経年劣化に対する調整が必須のため、電源投入後の手動調整に時間を要する。
- レーザー光 - 一昔前まで、ハイエンド機で使用されていた。アルゴンレーザーが一般的であった。光源に直進性があり、鮮明な画像が得られる。しかしレーザー光が比較的不安定であり、電源投入時の調整や運用中のトラブルが多く現在ではあまり使用されていない。
- 陰極線管（CRT） - ハイエンド機で使用される。テレシネで使用される陰極線管は、テレビ用のブラウン管よりアナログオシロスコープ用のそれに近い。光源の色は緑色でありフィルムの動きに合わせ、管面上を左右に走査する。光源は緑色だが緑の光の成分に赤・青も含まれる為、問題無くカラー画像が得られる。
- キセノンランプ - 近年のハイエンド機で使用される。色は白に近く、小型で安定的に強い光が得られる。しかし高発熱な為、大型のヒートシンクや冷却ファンが必須である。
- LED光 - 一部ハイエンド機で使用される。光源として非常に安定しているが、一つ辺りの出力が小さく複数のLEDを纏めて使用する事が多い。その時、フィルムに当たる光を均等にする為、光拡散装置を使う。また光源の色温度の調整の為、白色LEDではなくRGBの3色のLEDを組み合わせる事もある。

### 撮像装置
撮像装置には撮像管・フォトマル（PMT）・CCD・アバランシェフォトダイオード（APD）があり、光源装置により適切なものを使用する。
- 撮像管 - ハイエンド機で使用されていたが、現在は使用されていない。ビデオカメラに使用される撮像管と同じでありテレシネ専用カメラも発売されていたが、市販の放送業務用ビデオカメラを使用する事もあった。初期設定に時間が掛かり残像の発生、同じ画像を撮像していると焼きつきが起こるなど取り扱いは非常に難しいものであった。
- フォトマル - 光の強弱を電気の強弱に変換する装置で、光源がレーザー光や陰極線管（CRT）の時に使用される。これはフォトマルが点でしか光を感知できない為、同じく点で光を発生するレーザー光や陰極線管（CRT）と合うためである。また光の色を認識できない為、光をプリズムで分離してフィルターでRGB3色に分け3台のフォトマルでカラー画像を得る。
- CCD - 家庭用機からハイエンド機まで幅広く使用されている。家庭用機・ハイエンド機ともに、市販のビデオカメラを使用する事がある。また一部ハイエンド機ではラインCCDという1次元の画像を得るCCDを複数個使用し、高解像度を得るものもある。
- アバランシェフォトダイオード - 最近のハイエンド機でフォトマルに変って使用され始めている。

## フレームレートと走査方式
フィルム映像をテレビジョン信号に変換して記録・放送する際には2つの大きな課題がある。
- フレームレート - フィルム映像は伝統的に毎秒24フレームで撮影されるのに対してテレビジョンはNTSC方式では主に毎秒30フレーム(カラー放送では29.97フレーム[注釈 1])、PALやSECAM方式では主に毎秒25フレームが使われている。このため特にNTSC方式ではフィルム映像の各フレームをそのままテレビジョン信号のフレームに対応させると映像の動きは20%程速くなってしまう。
- 走査方式 - 標準解像度テレビジョン信号は、各フレームを2つのフィールドとして交互に走査する飛越し走査を行っている。

PALやSECAMの毎秒25フレーム方式ではフィルム映像のフレームレートとの差が僅か（4%）である事から、特に複雑な変換作業を行わずにそのまま各フレームを2回ずつ走査して奇数フィールドと偶数フィールドとする。映像の動きは4%速くなり放映時間はその分短くなるが、鑑賞者には気付かれない無視できる範囲と見做されている。ただし音声信号も同じ割合で「早送り」されてしまう為、そのままでは全ての音程が半音の2/3程上昇してしまう。この変化は特に音楽作品では無視できないので、音声信号のピッチ変換を行う。
4Kテレビ放送では毎秒60フレームで送信されているため、解像度を保ったまま毎秒24/30フレームに変換する機能を備えた録画機器も存在する。

### 3:2プルダウン

NTSC 3:2プルダウン
左：フィルムの4コマ　中：ビデオ10フィールド　右：ビデオ5フレーム(インターレース)

毎秒24フレームのフィルム映像をNTSC方式や一部のPAL方式の毎秒30(29.97)フレームのテレビジョン方式で記録・放送する時は何らかの変換作業が必要となる。幸いなことに両者のフレームレートは4:5という単純な整数比だが、いずれにしても4枚の連続した絵から5枚の絵を作り出さなければならないことに変わりはない。
3:2プルダウンと呼ばれる変換方式は、フィルム映像の4フレーム毎に1フレームに相当する絵を2回使用して5フレーム分のテレビジョン信号を作り出す。実際にはテレビジョン信号が飛越し走査を行うので、フィルム映像4フレームのうちの2フレームを各フレームについて1フィールド（1/2フレーム）分再使用する。
例えばフィルムの連続した4フレームを1、2、3、4としてそれぞれの奇数フィールド走査と偶数フィールド走査を1o、1e、2o、2e、...とすると、これらのフィルムのフレームは以下のような10フィールド(5フレーム)のテレビジョン信号に変換される。
1o 1e 1o 2e 2o 3e 3o 3e 4o 4e
一見してわかるように、フィルム映像の各フレームが交互に3フィールドまたは2フィールドのテレビジョン信号に変換される。
この方式の欠点は、フィルムの速度が3フィールドと2フィールドで送り出すタイミングを切り換える瞬間にフィルムの送り出し速度が変化するのでフィルムに負荷がかかり傷めやすいというところである。そこでフィルムの速度は一定にし、カメラ側のデジタル処理で3:2プルダウンに相当する変換を行う方式が生み出されている。

#### 類似技術
- 旧PAL/SECAM圏で制作された毎秒25フレームの映像を、旧NTSC圏向けの毎秒30（29.97）フレームに変換する際に、3:2:3:2:2プルダウンを行う事がある。
- x264には、3:2:2:2:2:2:2:2:2:2:2:2プルダウンを行うオプションが在り、映画等の毎秒24フレームを旧PAL/SECAM圏向けの毎秒25フレームに変換する際に用いられている。

## テレシネ装置

### シンテル（Cintel International Limited）
シンテル社は、本社はイギリスにある業務用映像機器メーカーである。古くからテレシネの製造を行っており、テレシネの分野では老舗と言える。古くはランク・シンテルとして有名だったが、1996年にシンテル・インターナショナル・リミテッドに社名変更。2012年にブラックマジックデザインに買収された。特徴としてはフライング・スポット方式と言われる光源装置は陰極線管、撮像装置はフォトマル（C-Realityはアバランシェフォトダイオード）を採用している。

#### URSAシリーズ
URSAシリーズはURSA、URSA Gold、URSA Diamondがある。「フィルムらしい画像が得られる」と評価が良く、日本のポストプロダクションでは多く採用された。URSAを元に画質の向上・フィルムの走行系のレスポンスなど、数々の改良が行われた。
- 対応フィルム - 35mm/16mm/8mm
- 出力信号 - SD

#### C-Realityシリーズ
シーリアリティ（C-Reality）はURSAシリーズの後継機種として、設計を一新し発売された。デジタルHD信号に対応している為、SDテレシネの後続機種として日本のポストプロダクションに数機導入されている。光源装置から出た光はミラーを反射する事無く撮像装置に入り、その分、光のロスが少なくなっている。
またC-Realityの機能をベースに高解像度化・高速化を行ない、OLIVERと言うフィルム上にある傷・ゴミの影響を低減できる機能を追加したC-Reality/DSXも発売されている。
- 対応フィルム - 35mm/16mm
- 出力信号 - SD/HD/2K/4K（C-Reality/DSXでのオプション）

### テクニカラー（Technicolor SA）
ボッシュ社・フィリップス社とテレシネ事業は各社を渡り歩き、現在は同社で開発・販売を行っている。光源装置はキセノンランプ、撮像装置はラインCCDを採用しており特徴としては拡散光効果によりフィルムの傷などを低減している。

#### Spirit Data Cineシリーズ
スピリットデータシネ（Spirit Data Cine）は、高解像度でのテレシネを目的としたテレシネである。コダック社のレンズを採用し設計思想はフィルムスキャナーに近く高解像度でのスキャンが可能な構造である為、「キレのある映像」が得られると言われている。C-Realityとはライバル関係にあり、日本のポストプロダクションにも数機導入されている。
ラインナップとしてはSpirit DataCine、Spirit HD DataCine、Spirit 2K DataCine、Spirit 4Kと解像度ごとにある。
- 対応フィルム - 35mm/16mm
- 出力信号 - SD/HD/2K/4K（製品による）

### ソニー（Sony Corporation）
ソニーはデジタルシネマ関連の製品を発売しており、テレシネ分野にも進出していた。

#### VIALTA（FVS-1000）
ビアルタ（VIALTA）は1990〜2000年代にかけてソニーが開発した、テレシネである。光源装置はLED、撮像装置はCCDを採用している。LEDは多数個使用されており、光学拡散装置によりフィルムの傷が低減されるとしている。フィルム走行系にはスプロケットによる間欠走行方式や独自のSOPS（Sony Optical Picture Stabilizer）により、走行中のフィルムの揺れが低減されている。日本のポストプロダクションには数機導入されているが、現在は発売していない。ソニー製品の中で2番目に大きい製品である（1番は、テープカート）。
- 対応フィルム - 35mm/16mm
- 出力信号 - SD/HD（オプション）

### イマジカ（IMAGICA Corporation）
イマジカは日本のポストプロダクションであるが自社でのサービス用にテレシネを開発し、自社で運用していた。

#### Movie-Tone
ムービートーン（Movie-Tone）は、1985年にイマジカが開発したテレシネの名称である。ウエットゲート方式を採用しフィルムを走行させるゲートを有機溶剤で満たすことにより、フィルム上の傷を低減する効果がある。レジストピンを使用しサーボモータにて映写機の間欠走行運動を再現し、フィルム走行中の画面の揺れが最小限になっている。ネガフィルムでのテレシネが可能であり、それまでポジフィルムでのテレシネが一般的であったテレシネ業界に新たにネガテレシネを定着する事となった。現在では、イマジカウエストで運用されている。
- 対応フィルム - 35mm/16mm
- 出力信号 - SD/HD

### 東京現像所（Tokyo Laboratory）
東京現像所は日本のポストプロダクションであるが自社のサービス用にテレシネを開発し、運用している。

#### Cine-Tone
シネトーン（Cine-Tone）は、1985年に同社でサービスを開始したテレシネの名称である。ウエットゲート方式を採用しフィルムを走行させるゲートを有機溶剤で満たすことにより、フィルム上の傷を低減する効果がある。レジストピンを使用しサーボモータにて映写機の間欠走行運動を再現し、フィルム走行中の画面の揺れが最小限になっている。ネガフィルムでのテレシネが可能であり、それまでポジフィルムでのテレシネが一般的であったテレシネ業界に新たにネガテレシネを定着する事となった。
- 対応フィルム - 35mm/16mm
- 出力信号 - SD/HD

### 東映ラボ・テック（Toei Labo Tech）
東映ラボ・テックは東映及びその系列会社の作品やピンク映画を専門としているポストプロダクションであるが、こちらも自社のサービス用にテレシネを開発し、運用していた。
ファイン・ネガ・ビデオシステム

### GOKO

#### TC-20
8mmフィルム専用のテレシネ。フィルムを前面にセットし、ビデオカメラを背面に設置する構造になっている。フィルム自体は連続走行しているが24面の円形プリズムにて画像を停止させ、画流れ・フリッカーを防いでいる。
- 対応フィルム - Super8・Single8
- 出力信号 - 使用するカメラによる

### その他
家庭用テレシネ機にはエルモトランスビデオS8/R8というテレシネ機が有名である。